# Port Chester
Ne doit pas être confondu avec Portchester.
Port Chester est un village américain dépendant de Rye, situé dans le comté de Westchester de l'État de New York.
Port Chester a une superficie d'environ 6,4 km2 dont 0,3 km2 d'eau.

## Personnalités liées à la municipalité
- L'historien David Glantz est né à Port Chester en 1942, de même que le joueur de hockey sur glace André Roy en 1975.
- Moby a fait ses débuts de DJ dans la boîte le Beat en 1984.
- John Abercrombie (1944-2017), musicien de jazz y est né.